# Phân chi
Trong sinh học, phân chi là bậc phân loại trực tiếp dưới chi. Trong Mã quốc tế thuật ngữ động vật học, tên phân chi có thể được dùng độc lập hoặc bao hàm trong một danh pháp hai phần, trong ngoặc đơn được đặt giữa tên chi (sinh học) và tên đặc tả (động vật học).